# Cyndy Preston
Cyndy Preston (nacida el 18 de mayo de 1968 en Toronto, Ontario) es una actriz canadiense de cine y televisión. También es conocida como Cynthia Preston.

## Biografía
Preston se convirtió en una modelo a los 15 años. Actuó como tal también internacionalmente. Así atrajo la atención en el mundo de los actores y, a los 18 consiguió su debut en ese mundo protagonizando un papel en Un camino que recorrer (1986).  
Desde entonces ha participado en más películas y series de televisión. Consiguió reputación internacional interpretando el papel de Faith Rosco en la telenovela americana General Hospital (2002-2005). En otras ocasiones es conocida por haberle dado la voz a Zelda en The Legend of Zelda, tanto como apariciones especiales en series de TV como:  The Outer Limits, Total Recall 2070, Neon Rider, Street Legal, Katts and Dog, y CSI: Crime Scene Investigation.
Estuvo casado con Kyle Martin (2000-2012). Hoy vive en Los Ángeles.

## Filmografía (selección)

### Películas
- 1986: Un camino que recorrer (Miles to Go; película para televisión)
- 1988: El cerebro (The Brain)
- 1988: Pin
- 1998: Joseph´s Gift
- 1999: Convergence
- 2001: Vivir con miedo (Living in Fear; película para televisión)
- 2001: Haciendo frente al enemigo (Facing the enemy, película para televisión. ARC)
- 2003: The Event
- 2006: Domestic Import
- 2008: Con 17 estás muerto (Dead at 17; película para televisión)
- 2010: Locked Away
- 2013: Carrie
- 2018: Stalked by a Reality Star

### Series
- 1999-1999: Total Recall 2070 (serie de televisión; 22 episodios)
- 2002-2004: General Hospital (serie para televisión; 155 episodios)